# Vinbräckasten

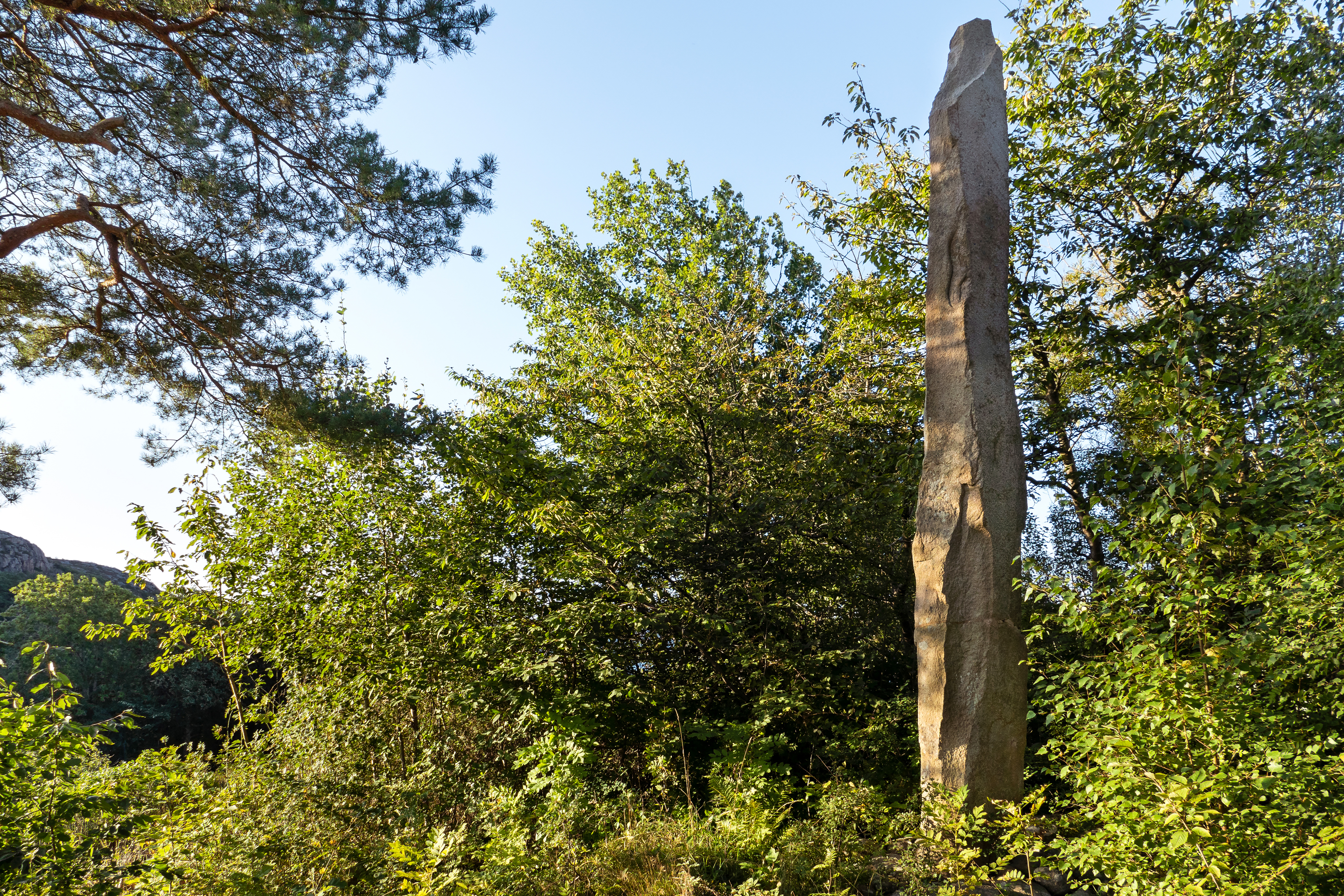
Vinbräckasten, 2019

Der Vindbräckasten (oder Vinbräcka) ist ein Bautastein aus der Eisenzeit, am Bautavägen nordwestlich von Rixö in der Gemeinde Lysekil, westlich von Brastad (RAÄ Nr. Brastad 122:1) in Bohuslän in Schweden.
Er wurde bereits in dem 1867 posthum erschienenen Buch „Bohusläns historia och besskrifning“ von Axel Emanuel Holmberg (1817–1862) beschrieben. Schwedens höchster Bautastein war umgefallen und zerbrochen und wurde 1972 repariert und aufgerichtet. Er misst 7,86 × 0,3 × 0,7 m, wovon aber nur 6,5 m oberirdisch sichtbar sind.
Der Menhir steht in einem Wohngebiet auf einer Röse aus großen Felsbrocken auf einer Klippe über dem Brofjord. In der Nähe befinden sich die Reste einer Siedlung und zweier Tumuli.
In der Nähe liegen die Megalithanlagen von Rixö und das Ganggrab von Hagan.